# رتيشتشيفو

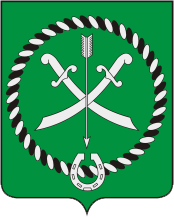
شعار النباله

رتيشتشيفو (بالروسية: Ртищево) هي إحدى مدن روسيا في الكيان الفدرالي الروسي ساراتوف أوبلاست. السكان من 43،3 الف شخص (2007).